# Thomas Oldenburg
Thomas Oldenburg (* 25. August 1965) ist ein ehemaliger deutscher Fußballspieler.

## Leben
Oldenburg bestritt im Januar 1984 sein erstes Oberliga-Spiel für den FC St. Pauli: Trainer Michael Lorkowski wechselte ihn in der 69. Minute ein, in der 89. Minute erzielte Oldenburg das 1:0 (Endstand: 2:0). In seinen ersten zehn Oberliga-Einsätzen erzielte der Angreifer sechs Tore für St. Pauli, obwohl er dabei oft nur als Einwechselspieler zum Zuge gekommen war, und brachte bis zur Aufstiegsrunde zur 2. Bundesliga auf insgesamt neun Oberliga-Treffer. Er stieg mit den Hamburgern in die 2. Bundesliga auf. 1984/85 kam er für den FC St. Pauli in 25 Spielen der 2. Fußball-Bundesliga zum Einsatz und erzielte dabei vier Treffer. Er erhielt den Spitznamen „Keule“.
1986, nachdem er in der vorangegangenen Saison 85/86 mit der Mannschaft in der Aufstiegsrunde die Zweitligarückkehr geschafft hatte, verließ der Stürmer den FC St. Pauli und wechselte innerhalb Hamburgs zum Oberligisten Altona 93. 1989 wechselte Oldenburg zum FC Süderelbe, 1990 schloss er sich dem VfL Pinneberg an.
Von 1995 bis Anfang Mai 2000 war er Spielertrainer beim SC Pinneberg. Später war er beim SuS Waldenau und bei Blau-Weiß 96 Schenefeld als Trainer tätig.